# Бригада СС «Валлония»
5-я добровольческая штурмовая бригада СС «Валлония» (нем. 5. SS-Freiwilligen-Sturmbrigade "Wallonien") — тактическое соединение войск СС нацистской Германии, состоявшее из валлонских добровольцев. Была образована 1 июня 1943 года на основе Валлонского легиона (валлонский пехотный батальон 373). На основе бригады 18 октября 1944 года была сформирована 28-я добровольческая пехотная дивизия СС «Валлония» (1-я валлонская).

## Формирование
В ноябре 1943 г. вошла в состав 5-й танковой дивизии СС «Викинг». В январе 1944 г. штурмовая бригада СС «Валлония» вместе с 5-й танковой дивизией СС «Викинг» попала в окружение в Корсунь-Шевченковском (Черкасском) «котле», где понесла тяжёлые потери. После прорыва из окружения в феврале в бригаде из 2 тысяч осталось 632 человека. В марте 1944 г. штурмовая бригада СС была переименована в 5-ю добровольческую штурмовую бригаду СС «Валлония» (5. SS-Freiwilligen-Sturmbrigade Wallonien).
В июле 5-я добровольческая штурмовая бригада СС «Валлония» была выведена из состава 5-й танковой дивизии СС «Викинг» и направлена в Группу армий «Север» на оборону Нарвы. В октябре 1944 г. на базе 5-й добровольческой штурмовой бригады СС «Валлония» началось формирование 28-й добровольческой гренадерской дивизии СС «Валлония» (1-й валлонской).

## Состав

### 11.1943
- моторизованный батальон
- батарея штурмовых орудий (Sturmgeschütz)
- артиллерийская батарея
- противотанковая батарея
- две зенитные батареи

### 10.1944
- 69-й пехотный полк СС
- 70-й пехотный полк СС (командир с ноября 1944 по 1945 — штурмбаннфюрер СС (майор) Георгий Чехов)

## Командиры
- июнь 1943 − февраль 1944 — оберштурмбаннфюрер CC Люсьен Липпер
- 21 июня − 6 октября 1944 — штандартенфюрер СС Карл Бурк